# Ilingoceros
Ilingoceros è un genere estinto di antilocapridi diffuso in Nord America nel Miocene.
Strettamente imparentato con l'attuale antilocapra, era però più grande (lungo circa 180 cm) e dotato di corna dritte e lunghe, spiraliformi, con due punte alla sommità.